# Specs Powell
Gordon "Specs" Powell (Nueva York, 5 de junio de 1922 – San Diego, 15 de septiembre de 2007) fue un batería de jazz estadounidense, que empezó a tocar en la era del swing.

## Carrera
Nacido en la ciudad de Nueva York, comenzó tocando el piano, pero a finales de la década de los 30 se dedicó exclusivamente a la batería. Trabajó con Edgar Hayes (1939), Benny Carter (1941-1942) y Ben Webster. Specs fue el primer músico negro contratado por la CBS en 1943. Tocó la percusión en el Ed Sullivan Show a principios de la década de los 60 y se mantuvo activo profesionalmente hasta los 70. A principios de la década de los 60, contactó con el percusionista latino Martin Cohen y le encargó que le construyera uno de los primeros (quizás el primer) soporte para bongó.
Powell también fue fotógrafo y en su archivo figuran más de 2500 imágenes que están al cuidado del Tom y Ethel Bradley Center en la Universidad Estatal de California.

## Discografía

### Como líder
- Movin' in (Roulette, 1957)
- Specs Powell Presents Big Band Jazz (Strand, 1961)

### Como miembro de banda
- Len Barry, Ups and Downs (Buddah, 1972)
- Billy Butler, Guitar Soul! (Prestige, 1969)
- Charlie Byrd, The Great Byrd (Columbia, 1968)
- Erroll Garner, The Most Happy Piano (Columbia, 1957)
- Erroll Garner, Encores in Hi Fi (Columbia, 1958)
- Charlie Kennedy & Charlie Ventura, Crazy Rhythms (Regent, 1957)
- Esther Marrow, Sister Woman (Fantasy, 1972)
- Percy Mayfield, Weakness Is a Thing Called Man (RCA Victor, 1970)
- Moondog, Moondog 2 (Columbia, 1971)
- Rose Murphy, Jazz, Joy, and Happiness (United Artists, 1962)
- Red Norvo, Gene Krupa, Charlie Ventura, Teddy Wilson, Jazz Concert (Jazztone, 1956)
- Oscar Peterson, The Oscar Peterson Trio and the Gerry Mulligan Quartet at Newport (Verve, 1963)
- Bernard Purdie, Soul Is... Pretty Purdie (Flying Dutchman, 1972)
- Chuck Rainey, The Chuck Rainey Coalition (Skye, 1972)
- Ray Repp, Hear the Cryin (Myrrh, 1972)
- Lightnin' Rod, Hustlers Convention (Celluloid, 1973)
- Shirley Scott, Soul Song (Atlantic, 1969)
- Charlie Shavers, The Complete Charlie Shavers with Maxine Sullivan (Bethlehem, 1957)
- Nina Simone, Nina Simone Sings the Blues (RCA Victor, 1967)
- Nina Simone, To Love Somebody (RCA Victor, 1969)
- Bert Sommer, The Road to Travel (Capitol, 1969)
- Bert Sommer, Inside (Eleuthera, 1970)
- Carla Thomas, Memphis Queen (Stax, 1969)
- Joe Thomas, Joy of Cookin' (Groove Merchant, 1972)
- Charlie Ventura, Jumping with Ventura (EmArcy, 1955)
- Charlie Ventura, East of Suez (Regent, 1958)
- Reuben Wilson, Set Us Free (Blue Note, 1971)
- Teddy Wilson, Teddy Wilson All Star Jazz Sextette (Allegro, 1956)
- Teddy Wilson, The Teddy Wilson Trio & Gerry Mulligan Quartet with Bob Brookmeyer at Newport (Verve, 1957)